# Symphonie en ut dièse mineur de Sohy
« Grande Guerre »
La Symphonie en ut dièse mineur, op. 10, dite « Grande Guerre », est une symphonie de Charlotte Sohy composée durant la Première Guerre mondiale.

## Composition
Commencée à l'automne 1914, la Symphonie de Charlotte Sohy est achevée en 1917,. 
La mort tragique en septembre 1914 d'Albéric Magnard, ami du couple Marcel Labey-Charlotte Sohy, est peut-être à l'origine de sa conception. La symphonie de Sohy adopte d'ailleurs la même tonalité — peu usitée — d'ut dièse mineur que la Symphonie no 4 de Magnard.  
En outre, Labey est mobilisé durant le conflit : le premier mouvement est ainsi esquissé lorsqu'il part à Verdun au front, le deuxième est marqué par l'annonce de sa mort, avant que Sohy n'apprenne finalement qu'il a été retrouvé vivant, une semaine après. Ainsi, si l'appellation de Symphonie « Grande Guerre » n'est pas de la main de la compositrice, et si l’œuvre n'a pas de réel caractère programmatique ou descriptif, elle traduit néanmoins parfaitement le climat qui préside à son écriture,,.  
Conçue pour le piano, elle est orchestrée en 1917 par Charlotte Sohy,, et déposée à la Sacem en 1923,. 

## Création
La Symphonie en ut dièse mineur n'est pas jouée du vivant de la compositrice. Elle est créée à Besançon le 6 juin 2019, plus d'un siècle après sa composition, par l'Orchestre Victor-Hugo Franche-Comté dirigé par Debora Waldman,.
À partir de la redécouverte de la partition, deux ans de travail ont été nécessaires à Debora Waldman, François-Marie Drieux, violon solo invité de l'orchestre, et François-Henri Labey, petit-fils de Charlotte Sohy, pour réviser le matériel d'orchestre,. La journaliste Pauline Sommelet et Debora Waldman relatent cette aventure dans La Symphonie oubliée, un ouvrage publié en mai 2021 par les éditions Robert Laffont,.

## Structure
La symphonie, d'une durée d'exécution d'environ vingt-huit minutes, est constituée de trois mouvements, :
1. Lent. Vif
2. Vif. Lent. Vif
3. Vif

## Orchestration
L’œuvre est instrumentée pour orchestre symphonique, :
| Instrumentation de la Symphonie « Grande Guerre »                                                                                   |
| Bois |
| 2 flûtes (dont 1 jouant piccolo), 3 hautbois (dont 1 jouant cor anglais), 3 clarinettes (dont 1 jouant clarinette basse), 2 bassons |
| Cuivres |
| 4 cors, 2 trompettes, 3 trombones, 1 tuba                                                                                           |
| Percussions |
| timbales |
| Claviers / cordes pincées |
| harpe |
| Cordes |
| premiers violons, seconds violons, altos, violoncelles, contrebasses                                                                |

## Analyse
L’œuvre, d'esthétique postromantique, s'inscrit dans la veine des compositions cycliques de César Franck et notamment de sa Symphonie en ré.
Le premier mouvement, « sombre, lyrique et tourmenté », est terminé le 18 novembre 1914. Au mois d'avril suivant, Charlotte Sohy est informée par dépêche de la mort au front de son mari, Marcel Labey. Une semaine après, elle apprend finalement qu'il est certes blessé mais bien vivant. Elle s'attelle alors à l'écriture du deuxième mouvement, un scherzo bucolique et espiègle, d'humeur « plutôt radieuse », mais entrecoupé d'un trio à l'atmosphère sombre. Le mouvement est achevé le 14 juillet 1915. Le final, qui synthétise l'ensemble de l’œuvre, est composé ultérieurement, en 1917, et présente un caractère « grandiose et affirmé ». Il s'achève sur un dernier accord « glaçant ».
Dans l'ensemble, la Symphonie en ut dièse mineur, qui navigue entre « angoisse diffuse et [...] espoirs esquissés », est à la fois « riche et complète », « caractérisée par des harmonies audacieuses » et une « remarquable cohérence formelle ».

## Discographie
- Orchestre national de France, Debora Waldman (dir.), in Compositrices, New Light on French Romantic Women Composers, Mel Bonis, Lili et Nadia Boulanger, Marthe Bracquemond, Cécile Chaminade, Hedwige Chrétien, Marie-Foscarine Damaschino, Jeanne Danglas, Louise Farrenc, Clémence de Grandval, Marthe Grumbach, Augusta Holmès, Madeleine Jaeger, Marie Jaëll, Madeleine Lemariey, Hélène de Montgeroult, Virginie Morel, Henriette Renié, Charlotte Sohy, Rita Strohl, Pauline Viardot, 8 CD, vol. 2, Bru Zane, 2023[13],[14].